# Етнички Муслимани у Северној Македонији
Етнички Муслимани у Северној Македонији су становници Северне Македоније који се у етничком смислу изјашњавају као припадници муслиманског народа. Према попису становништва из 2002. године, у тој држави живи 2553 етничких Муслимана, што представља значајан пад у односу на претходни попис становништва из 1994. године, када је на подручју тадашње БЈРМ пописано 15,418 етничких Муслимана.
Етнички Муслимани у Северној Македонији сматрају се делом муслиманског народа, као посебног јужнословенског народа који је као такав добио признање у бившој Социјалистичкој Федеративној Републици Југославији, а самим тим и у тадашњој Социјалистичкој Републици Мекедонији.
Након распада Југославије, етнички Муслимани у Северној Македонији су се суочили са друштвеним притисцима у виду оспоравања употребе темина "Муслимани" као етничке одреднице, уз истовремено форсирање њиховог превођења у македонски или бошњачки национални корпус.